# Jackson Blake
Jackson Blake, född 3 augusti 2003, är en amerikansk professionell ishockeyforward som spelar för Carolina Hurricanes i National Hockey League (NHL).
Han har tidigare spelat för North Dakota Fighting Hawks i National Collegiate Athletic Association (NCAA) och Chicago Steel i United States Hockey League (USHL).
Blake draftades av Carolina Hurricanes i fjärde rundan i 2021 års draft som 109:e spelare totalt.
Han är son till Jason Blake.

## Statistik
| 2018–2019   | Shattuck St. Mary's Sabres   |             | 27 | 10 | 14 | 24  | 14 | —  | — | — | — | — |
| 2019–2020   | Eden Prairie Eagles          |             | 7  | 3  | 7  | 10  | 2  | 6  | 4 | 5 | 9 | 4 |
|             | Team Twin Cities Orthopedics |             | 19 | 16 | 9  | 25  | 22 | —  | — | — | — | — |
| 2020–2021   | Eden Prairie Eagles          |             | 19 | 20 | 38 | 58  | 16 | —  | — | — | — | — |
|             | Chicago Steel                | USHL        | 25 | 7  | 10 | 17  | 33 | 8  | 1 | 0 | 1 | 0 |
| 2021–2022   | Chicago Steel                | USHL        | 61 | 27 | 50 | 77  | 16 | 3  | 1 | 1 | 2 | 0 |
| 2022–2023   | North Dakota Fighting Hawks  | NCAA        | 39 | 16 | 26 | 42  | 16 | —  | — | — | — | — |
| 2023–2024   | Carolina Hurricanes          | NHL         | 1  | 0  | 0  | 0   | 0  | —  | — | — | — | — |
|             | North Dakota Fighting Hawks  | NCAA        | 40 | 22 | 38 | 60  | 26 | —  | — | — | — | — |
| NHL totalt  | NHL totalt                   | NHL totalt  | 1  | 0  | 0  | 0   | 0  | —  | — | — | — | — |
| NCAA totalt | NCAA totalt                  | NCAA totalt | 79 | 38 | 64 | 102 | 42 | —  | — | — | — | — |
| USHL totalt | USHL totalt                  | USHL totalt | 86 | 34 | 60 | 94  | 49 | 11 | 2 | 1 | 3 | 0 |

### Internationellt
| Källa: Uppdaterad: 2024-04-18 | Källa: Uppdaterad: 2024-04-18 | Källa: Uppdaterad: 2024-04-18 |         | Utv = Utvisningsminuter | Utv = Utvisningsminuter | Utv = Utvisningsminuter | Utv = Utvisningsminuter | Utv = Utvisningsminuter |
| År                            | Lag                           | Mästerskap                    | Matcher | Mål                     | Assists                 | Poäng                   | Utv                     |                         |
| ----------------------------- | ----------------------------- | ----------------------------- | ------- | ----------------------- | ----------------------- | ----------------------- | ----------------------- | ----------------------- |
| 2023                          | USA                           | JVM                           | 7       | 1                       | 5                       | 6                       | 2                       |                         |
| Junior totalt                 | Junior totalt                 | Junior totalt                 | 7       | 1                       | 5                       | 6                       | 2                       |                         |